# Châtillon-sur-Morin
Châtillon-sur-Morin é uma comuna francesa na região administrativa do Grande Leste, no departamento de Marne. Estende-se por uma área de 18.05 km², e possui 220 habitantes, segundo o censo de 2018, com uma densidade de 12 hab/km².